# Burgruine Steuerberg
Die Burgruine Steuerberg ist die Ruine einer Felsenburg auf einem bewaldeten Felskegel am Eingang zur Engen Gurk bei Wabl, einem Ortsteil der Gemeinde Steuerberg im Bezirk Feldkirchen in Kärnten, Österreich. Sie war anfangs als Burg Touernich/Tauernich oder auch Dovernig/Dovernic/Dovernik bekannt, später als Steyrberch, Styrberch und Steuerberg. Der Name ist abgeleitet von den einstigen Lehnsherren der Burg, den Markgrafen von Steyr. Heute wird sie im Volksmund oft auch als Marbauer Schloss bezeichnet.

## Geographische Lage
Die Burgruine steht auf einer bewaldeten Felskuppe westlich der Gurktal Straße (B 93) nach der oberen Gurk, rund 800 m südlich der Gurk. Von der Gurktal Straße führt beim Gasthaus Neuwirt in Wabl ein Wanderweg auf die Felskuppe. Die Ruine ist vom Tal aus nicht sichtbar.

## Geschichte
Die Burg wurde wahrscheinlich von den Eppensteiner Herzögen von Kärnten im 11. Jahrhundert erbaut. Nach dem Aussterben der Eppensteiner im Mannesstamm im Jahre 1122 befand sich die Burg im 12. Jahrhundert im Besitz der Herren von Touernich als Lehnsmannen der neuen Kärntner Herzöge aus dem Hause der Spanheimer. Sie wird erstmals in einer undatierten Schenkungsnotiz des steirischen Benediktiner-Klosters Admont erwähnt, deren Erstellung auf die Zeit zwischen 1130 und 1145 eingegrenzt werden konnte. Die Schenkung erfolgte, als der Edelfreie Reginher (manchmal auch Reinher genannt) de Touernich, Sohn des Swiker I. von Hollenburg, und dessen Gemahlin Petrissa von Feistritz ihren jungen und einzigen Sohn Luitold zur Erziehung dem Kloster übergaben und seine Eltern sowie die mütterliche Verwandtschaft aus diesem Anlass dem Kloster umfangreiche Besitzungen im Steuerberger Raum und im Mölltal vermachten, darunter das Gut Dalling und weitere Huben am Zammelsberg, in Steuerberg und um Glödnitz. 1147 schloss sich Reginher de Touernich mit seinem Lehnsherrn Bernhard von Spanheim, dem Markgrafen der Windischen Mark, König Konrad III. auf dem Zweiten Kreuzzug an. Markgraf Bernhard, der mit dem Heeresteil des Bischofs Otto von Freising entlang der kleinasiatischen Küste marschiert war, kam am 16. November 1147 bei Laodikeia beim Überfall der Rum-Seldschuken mit den meisten seiner Ritter ums Leben, Reginher jedoch gelangte unversehrt nach Kärnten zurück. Bernhards Ländereien, und mit diesen auch seine Ministerialen, kamen an einen Neffen seiner Frau, den Markgrafen Ottokar III. von Styr. Nach ihrem neuen Besitzer wurde die Burg Touernich bald „Styrberch“ genannt. Die Umbenennung erfolgte zwischen 1147 und 1169: in einer Urkunde des Patriarchen Ulrich II. von Aquileia vom 24. März 1169 wurde der Burgherr erstmals als „Reinherus de Styrberch“ bezeichnet. Der Name Touernich dürfte aber noch bis ins 13. Jahrhundert in Gebrauch geblieben sein.
Um 1180, kurz vor seinem Tod, trat Reginher selbst in das Kloster Admont ein, wo sein Sohn Luitold von 1165 bis 1171 Abt gewesen war. Seine Frau Petrissa ging gleichzeitig in das Admonter Frauenkloster. Auch Reginhers Bruder Gebhard ging in das Kloster. Die Burg und Herrschaft Steuerberg kamen an Reginhers Neffen Otto, den Sohn seines Bruders Swiker II. von Hollenburg. Mit Otto und dessen Bruder Amelrich starben die Steuerberger in der männlichen Linie spätestens 1246 aus. Sie wurden von den Herren von Pettau (Ptuj), Salzburger Ministerialen, beerbt; Mathilde von Hollenburg-Wurmberg († 1265) hatte Hartnid von Pettau († 1251) geheiratet. Nach dem Tod von Hartnid I., dem Sohn der beiden, im Jahre 1254 kamen Burg und Herrschaft Steuerberg an die Grafen von Ortenburg. Während der Jahrzehnte dauernden Erbschaftskämpfe um die benachbarte Burg Albeck flüchteten im Jahr 1260 die Peggauer-Pfannberger in die Burg Steuerberg, nachdem sie von Vasallen des Gurker Bischofs Dietrich II. aus der Burg Albeck vertrieben worden waren. Graf Heinrich von Pfannberg, seit 1253 Landeshauptmann der Steiermark und ein Verwandter des Grafen Friedrich von Ortenburg, der zu dieser Zeit Inhaber der Herrschaft Steuerberg war, unternahm 1264 von der Burg Steuerberg aus mehrere Kriegszüge gegen Besitzungen des Bistums Gurk, mit dem er in Fehde lag. Nach einem neuerlichen Angriff der Peggauer auf Gurker Besitzungen erstürmten die Leute des Gurker Bischofs die Burg Steuerberg und setzten sie in Brand.
An einer Urkunde vom 15. Juni 1305 findet sich erstmals ein Wappensiegel des auf der Burg ansässigen Ortenburger Ministerialen Otto von Steierberg. Es zeigt drei kleine, mit einem Riemen an einem Buckelring befestigte Schilde. Dieses Wappensiegel diente als Grundlage für das Wappen, das der Gemeinde Steuerberg am 8. März 1966 verliehen wurde. Die amtliche Blasonierung des Wappens lautet: „In Grün drei durch schwarze Riemen mit einem schwarzen Buckelring verbundene silberne Schilde im Dreipass.“
Gemäß einem Erbvertrag zwischen den Grafen von Ortenburg und den Grafen von Cilli vom Jahre 1377 fiel mit dem Erlöschen der Ortenburger im Jahre 1418 deren Besitz, einschließlich der Burg Steuerberg, an die Cillier. 1456 erbten die Habsburger aufgrund eines Erbvertrages die Herrschaft Steuerberg und den größten Teil der ausgedehnten Territorien der Cillier. Kaiser Maximilian I. überließ sie 1517 dem Orden der St. Georgsritter zu Millstatt. Der Orden, der 1469 zur Türkenabwehr gegründet worden war, verfiel nach dem Tod Kaiser Maximilians rasch; seine Besitzungen wurden ab 1541 verpfändet oder von kaiserlichen Kommissaren verwaltet. Im Jahr 1588 sorgte Erzherzog Karl dafür, dass die Burg Steuerberg seinem Hofkammerrat Hans von Basseyo, bei dem er Schulden hatte, bis zum Tod seiner „katholischen Söhne“ verpfändet wurde.
1598 wurde der gesamte Besitz des inzwischen de facto erloschenen St. Georgsordens dem Jesuitenkolleg Graz als Rechtsnachfolger der St. Georgs-Ritter übergeben, damit auch die Burg Steuerberg. Ab 1607 dürfte die Burg von der Jesuitenherrschaft Millstatt verwaltet worden sein. Nach der Aufhebung des Jesuitenordens im Jahre 1773 verwaltete die Studienfondsherrschaft Millstatt, als Nachfolgerin der Jesuiten, unter einem staatlichen Kameralpfleger den Besitz Steuerberg und übte auch die Gerichtsbarkeit im Burgfried Steuerberg aus. Der Ertrag der Herrschaft diente zur Finanzierung der Universität Graz. 1797 verkaufte die Studienfondsherrschaft die Herrschaft Steuerberg, zu der neben Bauernhöfen in Albeck und Deutsch-Griffen etwa 20 Anwesen im Gebiet der heutigen Gemeinde Steuerberg gehörten, an den Gurker Fürstbischof Franz II. Xaver von Salm-Reifferscheidt. 1825 erwarb Matthias Liebenwein, Besitzer der Herrschaft Poitschach, die Besitzung Steuerberg mit der damals schon verfallenen Burg aus dem Nachlass des 1822 verstorbenen Fürstbischofs. Bereits im Jahre 1827 war die Burg im Katastralplan nicht mehr eingezeichnet.

## Die Anlage

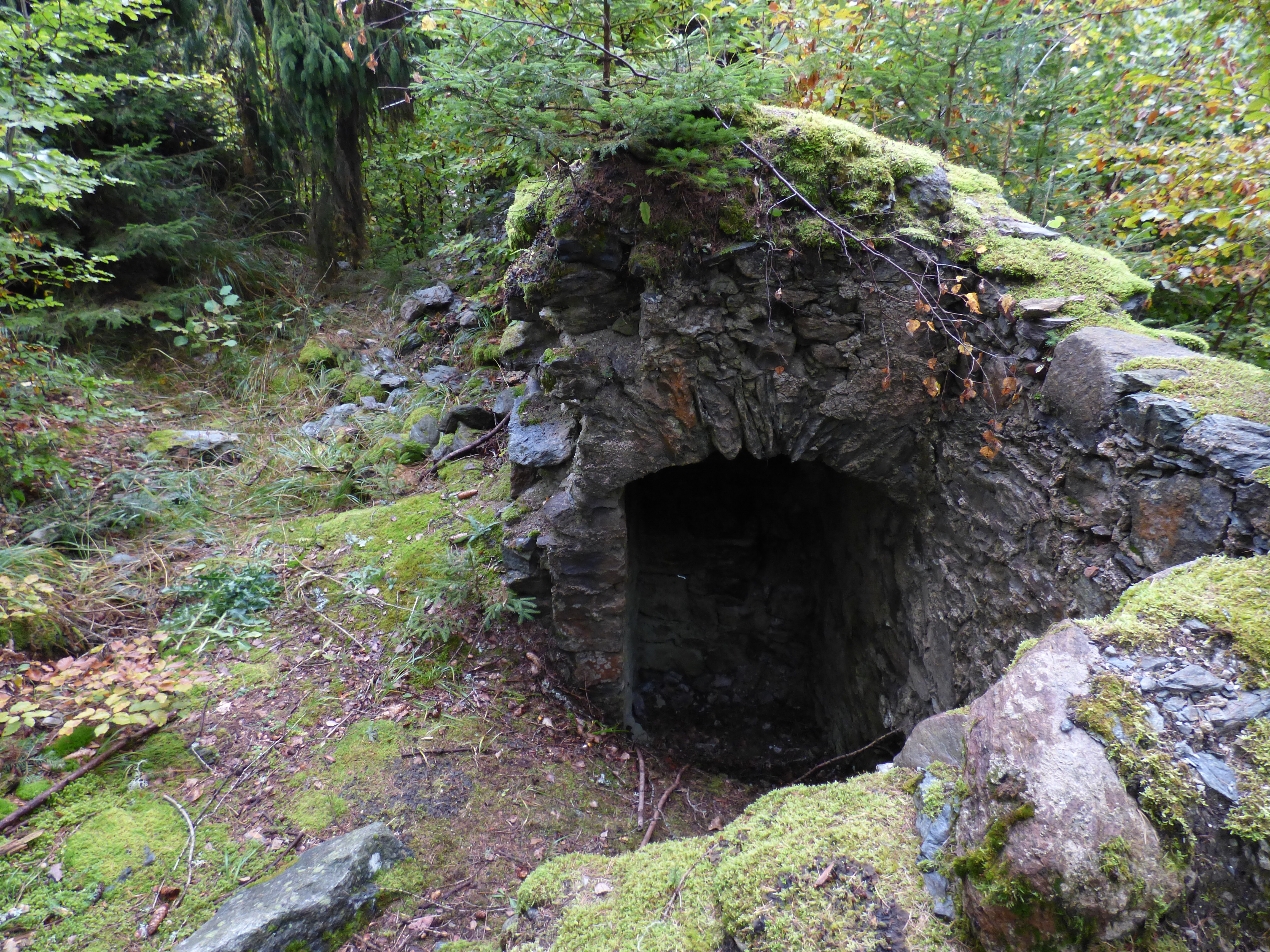
Gebäudereste im Südteil der Anlage

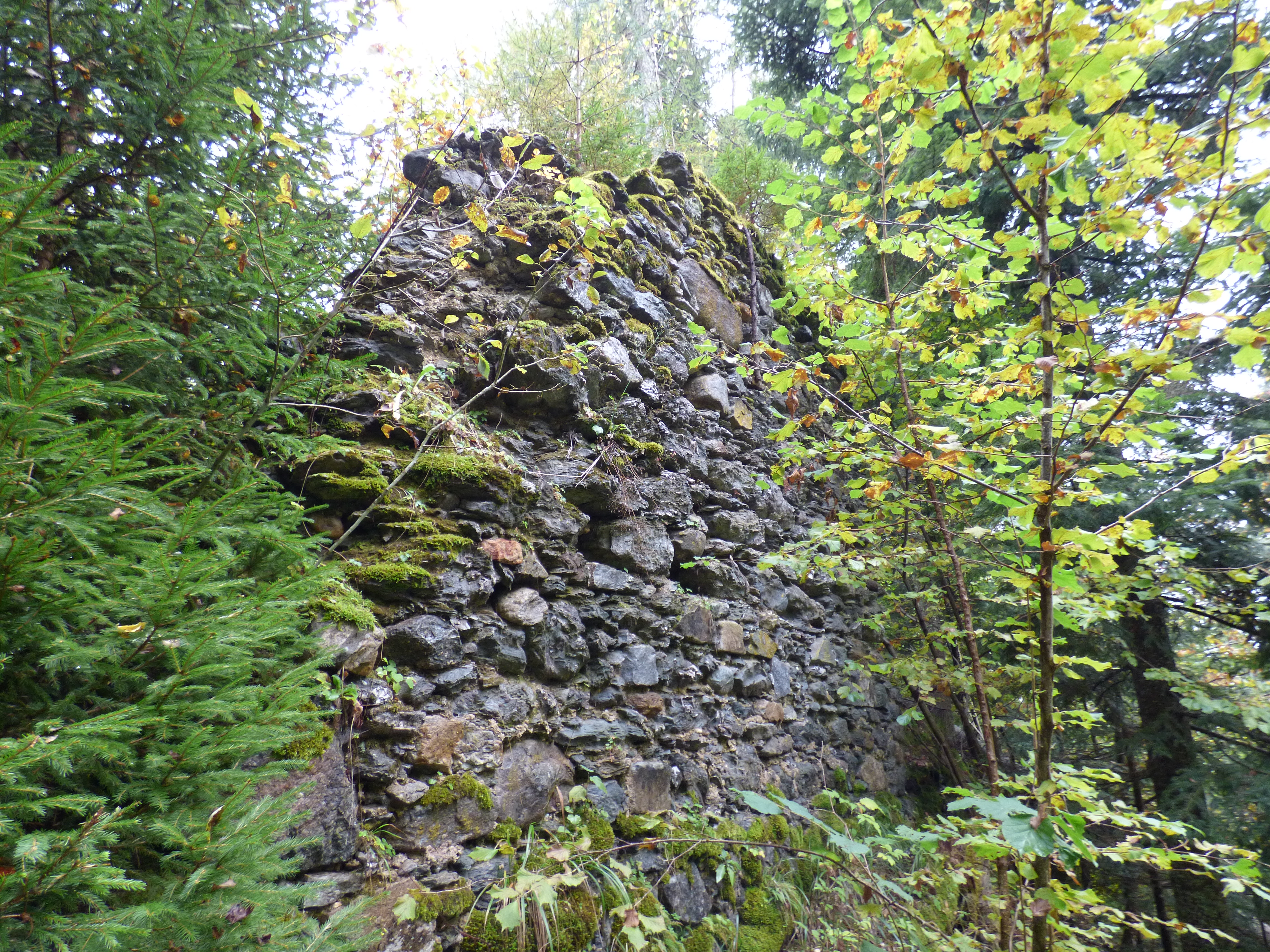
Mauerreste im Süden der Anlage

Eine Baubeschreibung der Burg aus dem Jahr 1603 ist erhalten; sie war damals noch intakt. 1688 war sie jedoch offensichtlich nicht mehr von Bedeutung und wohl auch bereits dem Verfall preisgegeben: in seiner Topographie des Erzherzogtums Kärnten erwähnte Johann Weichard von Valvasor die alte Burg nur noch im Vorbeigehen als unweit der Burg Albeck auf einem hohen Berg gelegen und den Jesuiten von Millstatt gehörig.
Anhand der noch vorhandenen Mauerreste und der Beschreibung aus dem Jahr 1603 lässt sich erahnen, wie die Burg einmal aussah. Das ummauerte Bauwerk war 70 Meter lang in nordsüdlicher Ausrichtung und bis zu 20 Meter breit. Obwohl sie in ziemlicher Höhe lag, war sie auf einem für Wagen fahrbaren Weg erreichbar. Als Nutzbau besaß die Burg nur wenige Wohnräume. Stallungen und Vorratsräume nahmen den meisten Platz ein.
Das eigentliche Schloss – der Wohntrakt – befand sich im Südteil, der Burghof mit Stall und Wehrgang im Norden. Der Eingang zur Burg befand sich im Westen in der Mitte der Ringmauer und wurde mit einer schweren Holztür verschlossen. Ein Graben mit Zugbrücke trennte den Südteil mit den Hauptgebäuden vom Rest der Burg. Im Graben befand sich eine gemauerte Zisterne.
Unter dem Haupttrakt befanden sich in dessen gesamter Breite ein in den Felsen gehauener großer Keller und zwei kleinere gewölbte Keller. Die Kellerdecke war aus Holz und auf Säulen gestützt. Über dem großen Keller befanden sich der Getreidekasten, das Küchengewölbe und die Gesindestube. Im Anschluss daran befanden sich zwei weitere Räume, die unter anderem als Lager dienten. In diese unteren Räume fiel nur wenig Licht aus einem kleinen Innenhof zwischen zwei Seitenmauern. In das Obergeschoß gelangte man über eine hölzerne Treppe. Dort befand sich das „Mueshaus“, der Speisesaal, der wie die meisten anderen Zimmer in diesem Stockwerk zwei Fenster hatte. Auf der Vorderseite lag die Hauptstube mit vier schönen Fenstern, von denen der Blick auf den Meierhof in Wabl unterhalb der Burg und ins Tal ging. Vom Speisesaal führte eine Stiege unter das Dach. Die Ecken auf der Vorderseite waren mit hölzernen Erkern abgeschlossen.
Im weitläufigen Hofraum befand sich die Kapelle. Der ursprüngliche Bau wurde wohl im 12. Jahrhundert etwas weiter östlich errichtet, wobei die Apsis in die Ringmauer integriert war. Vermutlich gegen Ende des 13. Jahrhunderts wurde die Kapelle etwas weiter nach Westen verlegt; Teile der alten Kapellenmauer dienten als Fundament für die neuen Außenmauern.
Im Nordteil der Anlage befand sich der Stall für 20 Pferde. Darüber war ein Getreidekasten, und unter dem Dach waren Heu und Stroh gelagert.